# Mateusz Bernatek
Mateusz Lucjan Bernatek est un lutteur polonais né le 12 janvier 1994.

## Palmarès

### Championnats du monde
- Médaille d'argent dans la catégorie des moins de 66 kg en 2017 à Paris (France).

### Championnats d'Europe
- Médaille d'argent dans la catégorie des moins de 67 kg en 2021 à Varsovie (Pologne).